# المعازيب (نجرة)

تعديل مصدري - تعديل

المعازيب هي إحدى قرى عزلة الشرقى بمديرية نجرة التابعة لمحافظة حجة، بلغ تعداد سكانها 285 نسمة حسب تعداد اليمن لعام 2004.